# Emirates Cup
Emirates Cup er en fodboldturnering, der årligt afholdes af Arsenal på deres stadion Emirates Stadium i London over to dage. Hvert år, siden turneringens formation i 2007, bliver tre andre europæiske tophold inviteret, hvorefter hvert hold spiller to kampe, med tre point for en sejr, et point for uafgjort samt et point for hvert scoret mål. Hvis flere hold alligevel slutter på samme pointtotal udnævnes en vinder efter målforskel og derefter på scorede mål.
De nuværende indehavere af trofæet er værterne Arsenal, der har vundet 2 ud af de 3 afholdte turneringer.

## 2007
Den indviende turnering fandt sted den 27. og 28. juli 2007. De inviterede hold var Serie A mestrene Inter, franske Paris Saint-Germain samt spanske Valencia, der erstattede tyske Hamburger SV, der måtte aflyse deres optræden ved turneringen på grund af Intertoto Cup deltagelse. Arsenal vandt turneringen efter 2-1 sejre over både PSG og Inter og beholdte derfor trofæet indtil 2008-turneringen.

### Kampe

#### Dag 1
| 27. juli 2007 14:00 |

| Inter | 0 – 2     | Valencia                  |
| ----- | --------- | ------------------------- |
|       | (Referat) | Gavilán 13' · Villa 39' · |

| Emirates Stadium, London Dommer: Alan Kelly (England) |

| 27. juli 2007 16:15 |

| Arsenal                    | 2 – 1     | Paris Saint-Germain |
| -------------------------- | --------- | ------------------- |
| Flamini 45' · Bendtner 70' | (Referat) | Luyindula 80' ·     |

| Emirates Stadium, London Dommer: Peter Walton (England) |

#### Dag 2
| 28. juli 2007 14:00 |

| Paris Saint-Germain                   | 3 – 0     | Valencia |
| ------------------------------------- | --------- | -------- |
| Diane 15' · N'Gog 30' · Luyindula 85' | (Referat) |          |

| Emirates Stadium, London Dommer: Andre Marriner (England) |

| 28. juli 2007 16:15 |

| Arsenal                   | 2 – 1     | Inter       |
| ------------------------- | --------- | ----------- |
| Hleb 67' · van Persie 85' | (Referat) | Suazo 62' · |

| Emirates Stadium, London Dommer: Mark Halsey (England) |

### Slutstilling
| Plads | Hold                | Point | V | U | Mål | Imod | +/- |
| ----- | ------------------- | ----- | - | - | --- | ---- | --- |
| 1     | Arsenal             | 10    | 2 | 0 | 4   | 2    | 2   |
| 2     | Paris Saint-Germain | 7     | 1 | 0 | 4   | 2    | 2   |
| 3     | Valencia            | 5     | 1 | 0 | 2   | 3    | -1  |
| 4     | Inter               | 1     | 0 | 0 | 1   | 4    | -3  |

### Målscorere
| Plads | Navn             | Klub                | Mål |
| ----- | ---------------- | ------------------- | --- |
| 1     | Peguy Luyindula  | Paris Saint-Germain | 2   |
| 2     | Nicklas Bendtner | Arsenal             | 1   |
| 2     | Amara Diane      | Paris Saint-Germain | 1   |
| 2     | Mathieu Flamini  | Arsenal             | 1   |
| 2     | Jaime Gavilán    | Valencia            | 1   |
| 2     | Aliaksandr Hleb  | Arsenal             | 1   |
| 2     | David N'Gog      | Paris Saint-Germain | 1   |
| 2     | David Suazo      | Inter               | 1   |
| 2     | Robin van Persie | Arsenal             | 1   |
| 2     | David Villa      | Valencia            | 1   |

## 2008
2008-turneringen fandt sted den 2. og 3. august 2008. De deltagende hold var spanske Real Madrid, Hamburger SV samt italienske Juventus F.C.. HSV løb med trofæet på point efter en 3-0 sejr over Juventus samt et 2-1 nederlag til Real Madrid.

### Kampe

#### Dag 1
| 2. august 2008 14:00 |

| Real Madrid                     | 2 – 1 | Hamburger SV |
| ------------------------------- | ----- | ------------ |
| van Nistelrooy 25' · Parejo 85' |       | Zidan 53' ·  |

| Emirates Stadium, London Dommer: Alan Kelly (England) |

| 2. august 2008 16:15 |

| Arsenal | 0 – 1     | Juventus        |
| ------- | --------- | --------------- |
|         | (Referat) | Trezeguet 80' · |

| Emirates Stadium, London Dommer: Peter Walton (England) |

#### Dag 2
| 3. august 2008 14:00 |

| Juventus                              | 0 – 3 | Hamburger SV                      |
| ------------------------------------- | ----- | --------------------------------- |
| Diane 15' · N'Gog 30' · Luyindula 85' |       | Guerrero 19' · Olić 90+1' 90+2' · |

| Emirates Stadium, London Dommer: Chris Foy (England) |

| 3. august 2008 16:15 |

| Arsenal             | 1 – 0     | Inter |
| ------------------- | --------- | ----- |
| Adebayor 85' (str.) | (Referat) |       |

| Emirates Stadium, London Dommer: Mark Clattenburg (England) |

### Slutstilling
| Plads | Hold         | Point | Mål | Imod | +/- |
| ----- | ------------ | ----- | --- | ---- | --- |
| 1     | Hamburger SV | 7     | 4   | 2    | 2   |
| 2     | Real Madrid  | 5     | 2   | 2    | 0   |
| 3     | Arsenal      | 4     | 1   | 1    | 0   |
| 4     | Juventus     | 4     | 1   | 3    | -2  |

### Målscorere
| Plads | Navn                | Klub         | Mål |
| ----- | ------------------- | ------------ | --- |
| 1     | Ivica Olić          | Hamburger SV | 2   |
| 2     | Daniel Parejo Muñoz | Real Madrid  | 1   |
| 2     | David Trezeguet     | Juventus     | 1   |
| 2     | Ruud van Nistelrooy | Real Madrid  | 1   |
| 2     | Mohamed Zidan       | Hamburger SV | 1   |
| 2     | Paolo Guerrero      | Hamburger SV | 1   |
| 2     | Emmanuel Adebayor   | Arsenal      | 1   |

## 2009
2009-turneringen fandt sted den 1. og 2. august 2009. Deltagende denne gang var spanske Atlético Madrid, de skotske mestre Rangers samt PSG. Til 2009-turneringen blev en ny regel iværksat til at adskille hold, skulle de ende med samme pointtotal og scorede mål. Hvis der ikke kunne findes en vinder på enten point eller scorede mål ville den tredje afgørende faktor være skud indenfor målrammen.

### Kampe

#### Dag 1
| 1. august 2009 14:00 |

| Rangers       | 1 – 0     | Paris Saint-Germain |
| ------------- | --------- | ------------------- |
| Bougherra 76' | (Referat) |                     |

| Emirates Stadium, London Dommer: Alan Kelly (England) |

| 1. august 2009 16:15 |

| Arsenal          | 2 – 1     | Atlético Madrid |
| ---------------- | --------- | --------------- |
| Arsjavin 86' 90' | (Referat) | Pachecho 88' ·  |

| Emirates Stadium, London Dommer: Mark Clattenburg (England) |

#### Dag 2
| 2. august 2009 14:00 |

| Paris Saint-Germain | 1 – 1     | Atlético Madrid     |
| ------------------- | --------- | ------------------- |
| Giuly 71'           | (Referat) | Agüero 41' (str.) · |

| Emirates Stadium, London Dommer: Alan Wiley (England) |

| 2. august 2009 16:15 |

| Arsenal                       | 3 – 0     | Rangers |
| ----------------------------- | --------- | ------- |
| Wilshere 2' 72' · Eduardo 10' | (Referat) |         |

| Emirates Stadium, London Dommer: Mike Dean (England) |

### Slutstilling
| Plads | Klub                | Point | Mål | Imod | +/- | SPM |
| ----- | ------------------- | ----- | --- | ---- | --- | --- |
| 1     | Arsenal             | 11    | 5   | 1    | 4   | 13  |
| 2     | Rangers             | 4     | 1   | 3    | -2  | 7   |
| 3     | Atlético Madrid     | 3     | 2   | 3    | -1  | 11  |
| 4     | Paris Saint-Germain | 2     | 1   | 2    | -1  | 4   |

### Målscorere
| Plads | Navn             | Klub                | Mål |
| ----- | ---------------- | ------------------- | --- |
| 1     | Andrej Arsjavin  | Arsenal             | 2   |
| 1     | Jack Wilshere    | Arsenal             | 2   |
| 2     | Madjid Bougherra | Rangers             | 1   |
| 2     | Germán Pacheco   | Atlético Madrid     | 1   |
| 2     | Sergio Agüero    | Atlético Madrid     | 1   |
| 2     | Ludovic Giuly    | Paris Saint-Germain | 1   |
| 2     | Eduardo          | Arsenal             | 1   |

### 2010
Dag 1
| 31. juli 2010 14:00 |

| Celtic                   | 2 – 2  | Lyon                       |
| ------------------------ | ------ | -------------------------- |
| Hooper 82' · Samaras 89' | Report | Bastos 28' · Novillo 54' · |

| Emirates Stadium Tilskuere: 60,012 Dommer: Ryuji Sato |

| 31. juli 2010 16:20 |

| Arsenal     | 1 – 1  | Milan      |
| ----------- | ------ | ---------- |
| Chamakh 36' | Report | Pato 77' · |

| Emirates Stadium Tilskuere: 60,012 Dommer: Chris Foy |

Dag 2
| 1. august 2010 14:00 |

| Milan         | 1 – 1  | Lyon         |
| ------------- | ------ | ------------ |
| Borriello 56' | Report | Briand 79' · |

| Emirates Stadium Tilskuere: 60,127 Dommer: Minoru Tojo |

| 1. august 2010 16:20 |

| Arsenal                         | 3 – 2  | Celtic                |
| ------------------------------- | ------ | --------------------- |
| Vela 3' · Sagna 45' · Nasri 51' | Report | Murphy 72' · Ki 82' · |

| Emirates Stadium Tilskuere: 60,127 Dommer: Andre Marriner |

Standings
| Rank | Hold    | Point | GF | GA | GD |
| ---- | ------- | ----- | -- | -- | -- |
| 1    | Arsenal | 8     | 4  | 3  | 1  |
| 3    | Lyon    | 5     | 3  | 3  | 0  |
| 2    | Celtic  | 5     | 4  | 5  | -1 |
| 4    | Milan   | 4     | 2  | 2  | 0  |

Scorers
| Rank | Navn             | Hold    | Mål |
| ---- | ---------------- | ------- | --- |
| 1    | Michel Bastos    | Lyon    | 1   |
| 1    | Harry Novillo    | Lyon    | 1   |
| 1    | Gary Hooper      | Celtic  | 1   |
| 1    | Georgios Samaras | Celtic  | 1   |
| 1    | Marouane Chamakh | Arsenal | 1   |
| 1    | Alexandre Pato   | Milan   | 1   |
| 1    | Marco Borriello  | Milan   | 1   |
| 1    | Jimmy Briand     | Lyon    | 1   |
| 1    | Carlos Vela      | Arsenal | 1   |
| 1    | Bacary Sagna     | Arsenal | 1   |
| 1    | Samir Nasri      | Arsenal | 1   |
| 1    | Daryl Murphy     | Celtic  | 1   |
| 1    | Ki Sung-Yong     | Celtic  | 1   |